# Ernst von Aster (Philosoph)
Ernst von Aster (* 18. Februar 1880 in Berlin; † 22. Oktober 1948 in Stockholm) war ein deutscher Philosoph und Philosophiehistoriker.

## Leben und Wirken
Der Offizierssohn besuchte das Askanische Gymnasium in Berlin. Anschließend studierte er an der dortigen Friedrich-Wilhelms-Universität und an der Ludwig-Maximilians-Universität München, wo er sich Theodor Lipps als seinem akademischen Lehrer anschloss. 1905 habilitierte er sich mit seinen Untersuchungen über den logischen Gehalt des Kausalgesetzes. Nach einigen Jahren als Privatdozent wurde er 1913 in München auf eine außerplanmäßige Professur berufen.
1920 wurde er auf einen Lehrstuhl Philosophie und Pädagogik an der Universität Gießen berufen. Diese Berufung war im Vorfeld auf starken Widerstand gestoßen, weil Aster Mitglied der SPD und öffentlich als Pazifist hervorgetreten war. Während der Schlussphase des Ersten Weltkrieges hatte er für einen Verständigungsfrieden plädiert. Aster war zudem im Vorstand der Deutschen Liga für Menschenrechte. 1933 wurde er aus politischen Gründen entlassen und ging nach Schweden ins Exil und lebte mit seiner Frau im nordschwedischen Anundsjö. 1936 wurde er auf neu gegründeten Lehrstuhl für Philosophie an der Universität Istanbul berufen und pendelte fortan zwischen der Türkei und Schweden. Die Berufung auf einen Lehrstuhl an der Freien Universität Berlin schlug er aus gesundheitlichen Gründen aus. Er starb während einer Reise nach Istanbul auf dem Stockholmer Flughafen an einem Herzinfarkt.
Asters Schriften, Vorlesungen und Vorträge fanden seinerzeit großen Anklang. Er verband philosophiegeschichtliche mit geistesgeschichtlichen Aspekten und erreichte große Tiefe, Klarheit und Anschaulichkeit der Darstellung. Eigenständige philosophische Werke sind die Prinzipien der Erkenntnislehre (1913) – in denen er eine Neubegründung des Nominalismus versuchte – und seine Naturphilosophie (1932). Auch verfasste er Darstellungen zu Karl Marx und zur Psychoanalyse.
Bekannt ist Aster heute durch die "Geschichte der Philosophie". Dieses inzwischen klassische Werk erschien erstmals 1932 (Alfred Kröner Verlag) und wurde 1998 – ergänzt von Ekkehard Martens – in der achtzehnten Auflage herausgegeben.

## Familie
Ernst von Asters erste Frau Anna starb 1907 bei der Geburt der ersten Tochter Änne. 1910 heiratete er die Rheinländerin Anni Gaffron, die 1912 eine weitere Tochter (Gerda) gebar. Nach der Scheidung war er ab 1923 mit der schwedischen Schriftstellerin Hildur Dixelius (1879–1969) verheiratet. Diese Ehe blieb kinderlos.

## Schriften
- Über Aufgabe und Methode in den Beweisen der Analogien der Erfahrung in Kants Kritik der reinen Vernunft, Berlin 1903 (Dissertation München 1902).
- Untersuchungen über den logischen Gehalt des Kausalgesetzes, Leipzig 1905.
- Immanuel Kant, Leipzig 1909.
- Prinzipien der Erkenntnislehre. Versuch zu einer Neubegründung des Nominalismus, Leipzig 1913.
- Einführung in die Psychologie. 2. Auflage:, Leipzig / Berlin 1919.
- Geschichte der antiken Philosophie, Berlin 1920.
- Geschichte der neueren Erkenntnistheorie (von Descartes bis Hegel), Berlin 1921.
- Ibsen und Strindberg. Menschenschilderung und Weltanschauung, München 1921.
- Raum und Zeit in der Geschichte der Philosophie und Physik, München 1922.
- Ibsen und Strindberg, Berlin / Leipzig 1923.
- Platon, Stuttgart 1925.
- Die französische Revolution in der Entwicklung ihrer politischen Ideen. Vom Liberalismus über die Demokratie zu den Anfängen des Sozialismus, Leipzig 1926.
- Geschichte der englischen Philosophie, Bielefeld 1926.
- Marx und die Gegenwart, Tübingen 1929.
- Geschichte der Philosophie, Stuttgart 1932 [2. Auflage: Stuttgart 1935 (Digitalisat), 18. Auflage: Stuttgart 1998 (ISBN 978-3520108180)].
- Naturphilosophie, Berlin 1932.
- Die Psychoanalyse, Berlin 1930 [2. Auflage: Bern 1949].
- Nationalismus und Ethik, Leipzig 1933.
- Philosophie der Gegenwart, Leiden 1935.